# Phai Phongsathon
Phai Phongsathon (thajsky ไผ่ พงศธร; * 12. června 1982, provincie Jasothon) je thajský zpěvák a herec, který je považován za průkopníka v hudebních žánrech elektronický luk thung a Mor lam.[zdroj?]

## Život
Phai Phongsathon vystudoval Raddhana Bandit. V roce 2005 byl zpěvákem GMM Grammy.

## Diskografie

### Alba
1. 2005 – Fon Rin Nai Mueng Luang (ฝนรินในเมืองหลวง)
2. 2007 – Kam San Ya Khong Num Ban Nok (คำสัญญาของหนุ่มบ้านนอก)
3. 2008 – Yak Bok Wa Ai Ngao (อยากบอกว่าอ้ายเหงา)
4. 2009 – Yak Mee Thoe Pen Fan (อยากมีเธอเป็นแฟน)
5. 2009 – Mee Thoe Jueng Mee Fan (มีเธอจึงมีฝัน)
6. 2010 – Pen Phuen Mai Dai Hua Jai Yak Pen Fan (เป็นเพื่อนไม่ได้ หัวใจอยากเป็นแฟน)
7. 2012 – Siea Jai Kree Krang Koea Yang Lueak Thoe (เสียใจกี่ครั้งก็ยังเลือกเธอ)
8. 2013 – Tang Jai Tae Yang Pai Mai Thueng (ตั้งใจแต่ยังไปไม่ถึง)
9. 2014 – Yaak Pen Kri Khon Nueng Thee Fan Thueng (ปอยากเป็นใครคนนั้นที่ฝันถึง)
10. 2017 – Rak Tae Bo Dai Plae Waa Ngo (รักแท้บ่ได้แปลว่าโง่)
11. 2018 – Thim Ai Wai Trong Nee La (ถิ่มอ้ายไว้ตรงนี้ล่ะ)
12. 2019 – Pai Huk Kun Sa (ไปฮักกันสา)